# Pistacja atlantycka

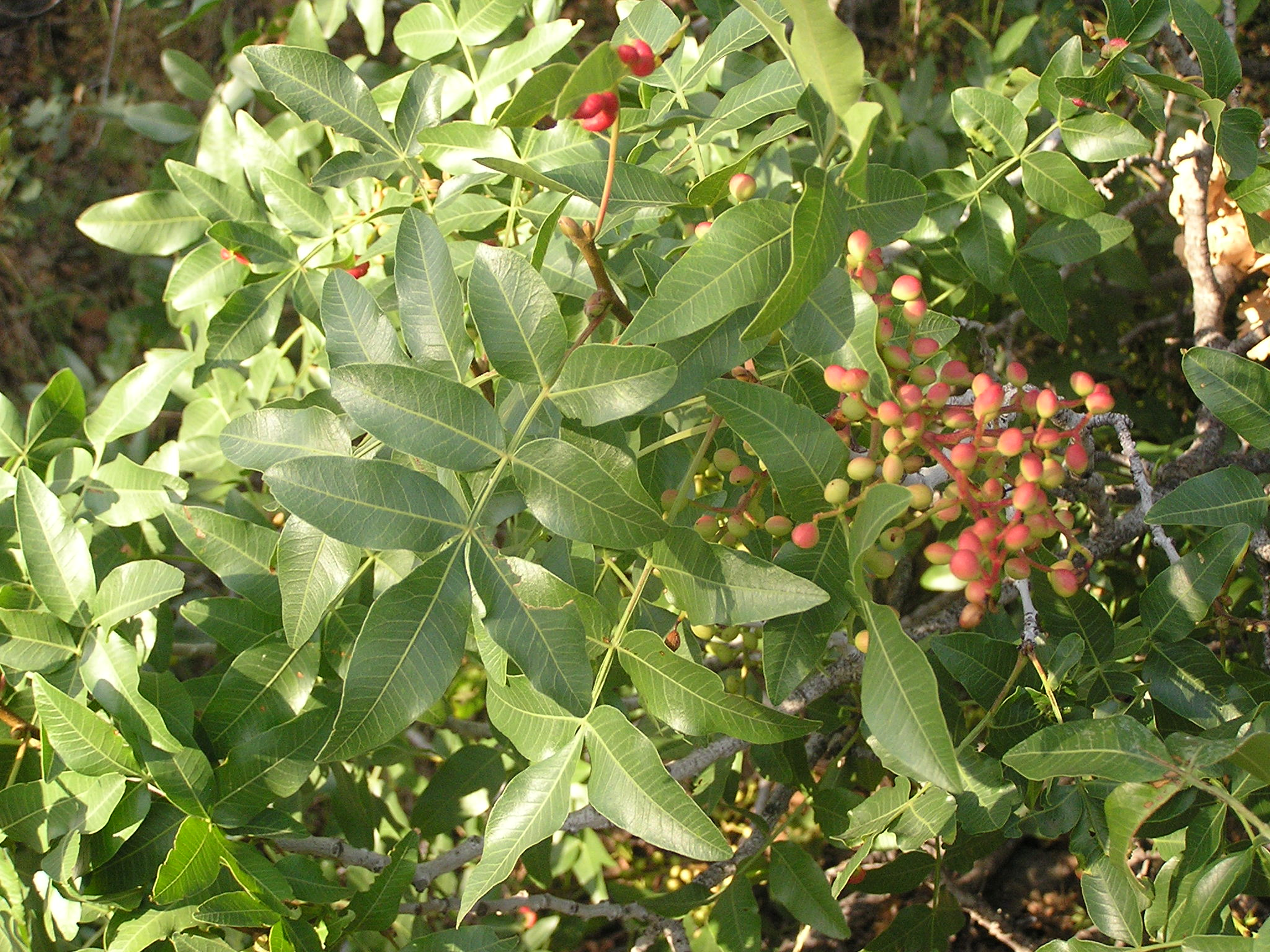
Pęd z liśćmi i owocami

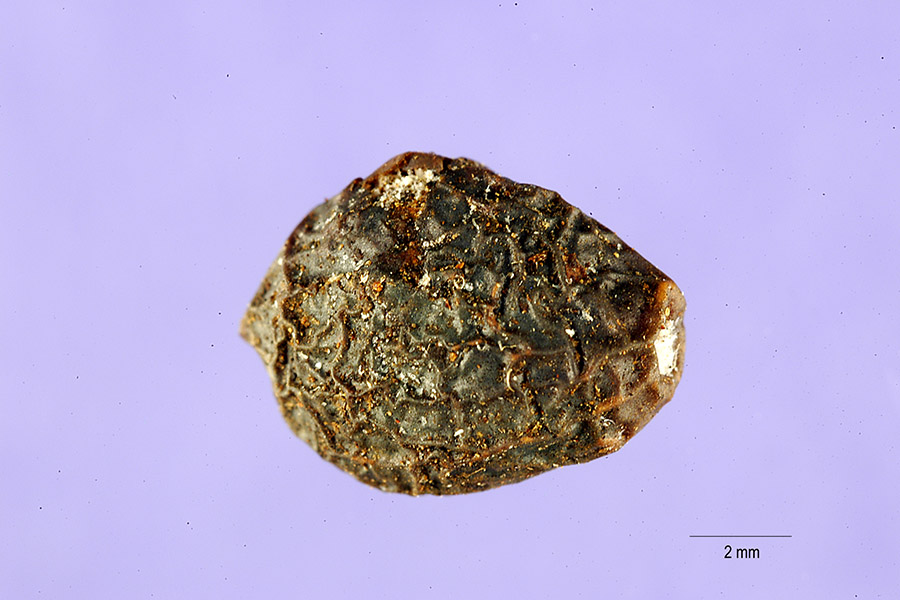
Orzeszek pistacji atlantyckiej

Pistacja atlantycka (Pistacia atlantica Desf.) – gatunek drzewa z rodziny nanerczowatych (Anacardiaceae).  Występuje w Afryce Północnej (Wyspy Kanaryjskie, Maroko, Algieria, Libia, Tunezja), w Europie (Grecja, Krym) oraz niektórych regionach Azji (Arabia Saudyjska, Afganistan, Cypr, półwysep Synaj; Iran, Irak, Izrael; Jordania, Liban, Syria, Turcja)

## Morfologia i ekologia
Drzewo o wysokości do 7 m, gęstej koronie i popękanej korze. Stare drzewa mogą mieć pień o średnicy do 2 m, ale trzeba około 200 lat, by osiągnął średnicę 1 m. Liście pierzaste, złożone z 7-9 listków. Jesienią przebarwiają się na czerwono i żółto. Gałęzie i listki często pokryte są galasami.
Roślina dwupienna, czasami tylko spotykano kwiaty obupłciowe. Zakwitają przed rozwojem liści. Kwiaty zielonkawe, drobne. Kwiaty męskie dojrzewają zazwyczaj wcześniej, niż kwiaty żeńskie. Owocem jest podłużny mięsisty pestkowiec o długości 6-8 mm, w stanie dojrzałym różowy
Rośnie w lasach, zaroślach, na stepach, półpustyniach, pustyniach, na terenach skalistych, często w warunkach ekstremalnych. Występuje w zbiorowiskach roślinnych typu makia. Drzewo długowieczne, może żyć nawet tysiąc lat.

## Zastosowanie
- Owoce to orzeszki pistacjowe. Są jadalne, przez ludzi spożywane od dawna. Orzeszki pistacji atlantyckiej, wraz z ziarnami zbóż, migdałami, nasionami grochu i wyki znaleziono w grocie w Turcji w wykopaliskach datowanych na 7 tysięcy lat p.n.e. W Lakisz znaleziono orzeszki pistacjowe z okresu 3400-2500 lat p.n.e[9]. Obecnie są nadal używane do bezpośredniego spożycia, ale także do różnych wyrobów cukierniczych[10]
- Owoce pistacji atlantyckiej o zielonej skórce i zielonym miąższu używano do farbowania i garbowania skór[9].
- Z orzeszków pistacjowych wytłaczano olej[10].

## Udział w kulturze
- W Biblii jest wiele odwołań do terebintu, jak popularnie nazywa się pistacje. W Ziemi Świętej występują 3 gatunki pistacji: pistacja atlantycka, palestyńska (P. palaestina) i kleista (P. lentiscus), do nich więc odnoszą się cytaty Biblii[9]. Do pistacji odnoszą się także niektóre cytaty, które w przekładach Biblii (również w Biblii Tysiąclecia) zostały błędnie przetłumaczone jako dąb (w tekście masoreckim Biblii występuje słowo elah oznaczające terebint, zaś po hebrajsku dąb to alon)[9].
- Wiele ważnych wydarzeń w Biblii związanych jest z pistacją (terebintem). Pod pistacją w okolicy Sychem Jakub zakopał wizerunki obcych bogów (Rdz 35,4), pod pistacją Jozue zawarł przymierze z Sychem i ustawił wielki kamień (Joz 24,26), pod pistacją pochowano króla Saula wraz z synami, Absalom, syn Dawida został zabity, potem, jak uciekając zaplątał się włosami w gałęzie terebinta. Od nazwy terebint pochodzą też nazwy geograficzne, np. Dolina Terebint, w której Dawid zabił Goliata[9]. W sumie w Biblii jest 10 odwołań do terebintów[11].
- Orzeszki pistacjowe znajdowały się wśród darów przywiezionych przez braci Józefa do Egiptu (Rdz 43,11)[9].
- Orzeszki pistacjowe były przysmakiem biblijnej królowej Saby. Dostarczane były jako danina z podbitych przez nią krajów. Były też produktem eksportowanym do Egiptu w ramach wymiany handlowej[9].
- Pistacje były przez Żydów oraz ościenne ludy czczone, stąd też obecnie można spotkać ich okazy liczące nawet tysiąc lat[9].